# The Lightship
 The Lightship és una pel·lícula dramàtica estatunidenca dirigida per Jerzy Skolimowski, estrenada el 1986, protagonitzada per Klaus Maria Brandauer i Robert Duvall, amb les primeres aparicions de Arliss Howard i William Forsythe.
La pel·lícula està basada en la novel·la "Das Feuerschiff" ("El far" en alemany) de l'autor alemany Siegfried Lenz

## Argument
Film enormement claustrofòbic que es desenvolupa en un únic escenari: un petit vaixell que no navega, un vaixell-far, en el qua es refugien uns perillosos criminals. Entre el capità del vaixell (Brandauer) i el capitost dels gàngsters (Robert Duvall) sorgeixen discussions sobre assumptes com l'autoritat, l'ètica o l'absència d'ambdues.

## Repartiment
- Robert Duvall: Calvin Caspary
- Klaus Maria Brandauer: Capità Miller
- Tim Phillips: Thorne
- Arliss Howard: Eddie
- William Forsythe: Gene
- Michael Lyndon: Alex
- Robert Costanzo: Stump
- Tom Bower: Coop
- Badja Djola: Nate